# Adolf Neubauer (Hebraist)

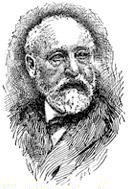
Adolf Neubauer

Adolf Neubauer (geboren 7. März 1832 in Kotešová; gestorben 6. April 1907 in London) war ein Hebraist. Er war Bibliothekar und Lektor in Oxford, verfasste u. a.  Mediaeval Jewish Chronicles, Edition; Catalogue of the Hebr. Mss. in the Bodleian Library.

## Leben
Adolf Neubauer wurde 1832 im slowakischen Kotešová als Sohn eines Kaufmanns geboren. Um 1850 war er als Lehrer an einer jüdischen Schule in seinem Geburtsort tätig. Dann wurde er ein Schüler des jüdischen Gelehrten Salomo Juda Rapoport in Prag. Ab 1853 studierte er Orientalische Sprachen an der Universität München. 
1857 zog Neubauer nach Paris, wo er, abgesehen von gelegentlichen Reisen und einem Aufenthalt in Jerusalem, die folgenden elf Jahre verbrachte. In Paris lernte er die Orientalisten Ernest Renan, Salomon Munk und Joseph Derenbourg kennen, veröffentlichte Texte verschiedener karaitischer Autoren und führte seine kritischen Studien über das alte Palästina fort. 1863 wurde ihm für seine Publikation La géographie du Talmud der Preis der Académie des Inscriptions et Belles-Lettres verliehen. 
1868 begann Neubauer mit der Katalogisierung aller hebräischen Handschriften der Bodleian Library. Sein erster Band umfasste 2602 Handschriften, erweitert um einen Atlas mit Faksimile-Tafeln. Damit leistete er einen wichtigen Beitrag zur hebräischen Paläografie. 1873 wurde er Subpräfekt der Bodleian Library. Er erkannte schnell den Wert der Handschriften aus der Geniza von Kairo und übernahm einen Teil davon in den Bestand der Bibliothek.
Ab 1884 hielt Neubauer Vorlesungen an der Universität Oxford.
Um 1900 ging Neubauer in den Ruhestand, da er zunehmend erblindete. Er zog nach Wien, kehrte aber 1906 nach England zurück, wo er bald darauf verstarb.